# Lustratio classis
Een lustratio classis was een lustratio van de Romeinse vloot.

Hierbij werd driemaal rond de vloot gevaren met een suovetaurilia, waarna deze offerdieren verdronken werden ter ere van Mars.